# Thein Sein

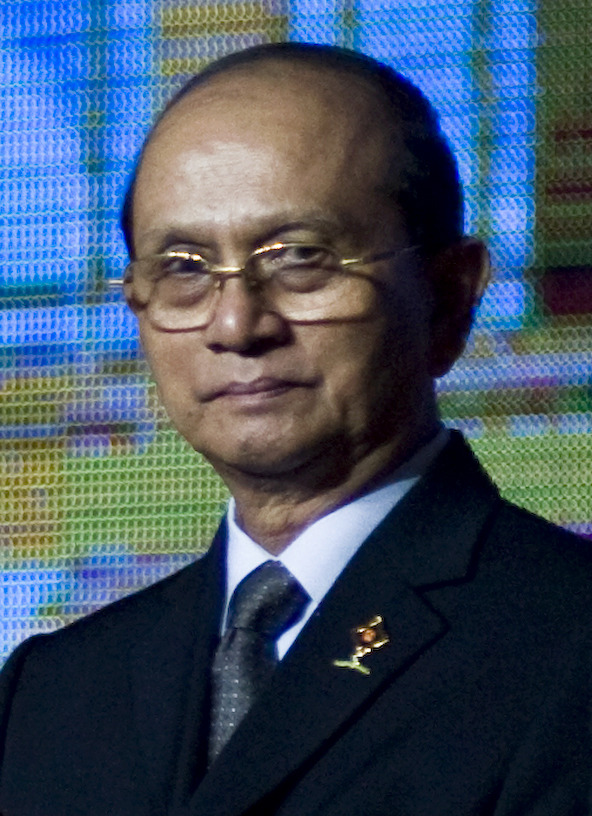
Thein Sein

Thein Sein (* 20. dubna 1945) je bývalý prezident Myanmaru vládnoucí v letech 2011–2016, který v letech 2007–2011 působil ve funkci předsedy vlády. V čele státu tak nahradil Than Šweie, který vedl vojenskou juntu od roku 1988 z pozice předsedy Státní rady pro mír a rozvoj.
V úřadu premiéra působil od 24. října 2007 pod generalissimem Than Šweiem, kdy nahradil So Vina. Původně jej barmská vojenská junta dosadila do funkce úřadujícího premiéra za So Vina, který byl v péči lékařů, už v dubnu 2007, ale plnohodnotným premiérem se stal až po So Vinově smrti 24. října 2007. Úřad prezidenta státu byl obnoven po dvaceti třech letech. Naposledy před ním jej krátce v roce 1988 zastával Maung Maung v rámci Socialistické republiky Barmského svazu.